# Eosentomon pratense
Eosentomon pratense är en urinsektsart som beskrevs av Josef Rusek 1973. Eosentomon pratense ingår i släktet Eosentomon och familjen trakétrevfotingar. Inga underarter finns listade i Catalogue of Life.